# 闻香教
闻香教，也称东大乘教，后称清茶门，为明清时代中国秘密宗教，被认为是白莲教之一支。

## 历史
王森原为蓟州皮匠，于嘉靖四十三年（1564年），自称法王石佛、闻香教主，创立闻香教，又被称为东大乘教（区分于西大乘教）。王森融合罗教的无生老母、真空家乡，黄天道的“三世三佛”，将修炼内丹作为“归真”与“还乡”的惟一道路，后来又融入弥勒降生信仰。王森从蓟州迁居永平府滦州石佛口。至万历初期，闻香教信徒已遍布北直隶、河南、山东、山西、陕西、四川六省以及沈阳，信徒达二百万。万历二十三年（1595年）王森被捕，下狱论死，行贿得释。万历四十二年（1614年），冀东大旱，王森弟子乘机制造舆论，拥戴王森起事，王森又被捕，万历四十七年（1619年）死于狱中。
王森死后，第三子王好贤继承其教权。王好贤投永平道按察使袁应泰，随其经略辽东。袁应泰死后投兵部，被委用打造军器。教内王好贤、徐鸿儒、周印约定七省于八月中秋同时起兵。因计划泄漏，天启二年（1622年）五月，东大乘教大传头徐鸿儒于山东起兵，七月，于弘志（北直隶传头周印再传弟子）起兵响应，被镇压。是为明末民变的先声。天启三年（1623年）冬，王好贤在扬州被捕，送京。天启四年（1624年）初，被斩于西市。王森之子王好礼、王好义被流放。
王氏家族继续暗中传教。王森之孙、王好义之子王可就继承教权，于明崇祯九年、清崇德元年（1636年）派门徒崔应时赴锦州，同锦州人、东大乘教信徒胡有升持书献豫亲王多铎，表示“扶助天聪即皇帝位”。被明军发现，崔应时入狱，胡有升脱逃至清。清兵入关后，王可就率众投入。王可就被刺杀后，康熙帝赐祭，阴封其二子，追封其曾祖王朝凤、祖父王森、父王好义。王可就一支遂脱离闻香教。
清初，闻香教为避查禁，改名“清茶门”。顺治七年（1650年），王好贤之孙王盬自滦州石佛口迁居卢龙县安家楼，其子孙继续传播清茶门教。嘉庆十八年至二十年，清廷抓获清茶门及王氏传教家族的主要成员，各判凌迟、流放等。

## 分支
清代大部分民间教派深受闻香教影响。闻香教衍生有红封教、棒棰会、龙天道、大乘天真圆顿教、大成教等教派。
红封教马三道、李守才，万历四十三年（1615年），密谋刺杀太子朱常洛，即明末三大案之梃击案。
棒棰会由王森再传弟子周印所创。周印再传弟子于弘志经周印同意后，率众起义响应徐鸿儒。
王森弟子、东大乘教北京总传头翠花张姐（张祖）有两大弟子，米贝和弓长。米贝创立龙天道，弓长创立圆顿教（李祖三部经）。
一些地方的东大乘教信徒，将教名改称“大成教”。